# Félix de Guarania

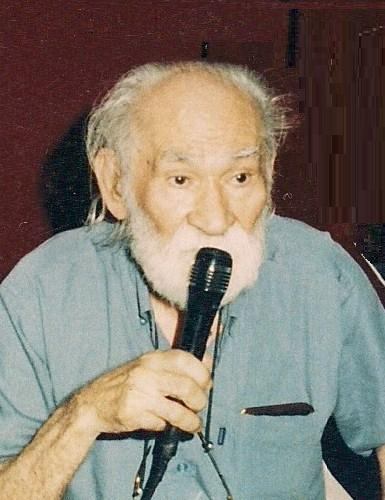
Félix de Guarania 2008

Félix de Guarania (eigentlich Félix Giménez Gómez; * 20. November 1924 in Paraguarí; † 14. März 2011 in Lambaré) war ein Schriftsteller und einer der bedeutendsten Sprachgelehrten zum Guaraní aus Paraguay sowie überzeugter und militanter Sozialist.

## Leben
Félix de Guaranias Eltern waren Bauern aus armen Verhältnissen, die – um die Bildungschancen ihres Sohnes zu verbessern – in die Stadt zogen. Erstmals festgenommen wurde er 1941. 1944 begann er ein Medizinstudium, wurde jedoch nach Veröffentlichung seines Theaterstücks Mboriahu rekove im Puesto Muñeca, einem Lager für politische Gefangene im paraguayischen Chaco, für sechs Monate festgesetzt. 1946 inskribierte er sich für ein Studium der Rechtswissenschaften an der Universidad Nacional, wurde jedoch erneut festgenommen und verbrachte zwei Jahre im Gefängnis in Asunción. 1960 versuchte sich de Guarania an einem Studium der Geisteswissenschaften, wurde jedoch 1963 aus Paraguay ausgewiesen.
In seiner Zeit im Exil führte ihn sein Weg von Argentinien über Havanna nach Europa und schließlich in die UdSSR, wo er an der Fakultät für Philologie der Patrice-Lumumba-Universität und für Radio Moskau tätig war.
Nach dem Fall der Stroessner-Diktatur kehrte de Guarania nach Paraguay zurück, wo er sich mit der Lehre und dem Schreiben von Büchern befasste. 2008 zog er sich im Zuge seiner Diabetes-Erkrankung aus der Lehre zurück, setzte jedoch bis zu seinem Tod 2011 seine Studien und die Veröffentlichungen seiner Texte fort.

## Übersetzungen und linguistische Arbeiten
Félix de Guarania übersetzte Auszüge aus der Bibel, klassische spanische Dichtungen (von Gustavo Adolfo Bécquer und Federico García Lorca), den Martín Fierro von José Hernández und die paraguayische Nationalhymne ins Guaraní. Zudem erarbeitete er ein Wörterbuch (Guaraní/Castellano) und ein etymologisches Wörterbuch des Guaraní.

## Ehrungen
De Guarania wurden im Lauf seines Lebens mehrere Ehrungen zuteil, darunter 1992 beim Festival del lago de Ypacaraí, die Ernennung zum hijo dilecto de la Ciudad de Asunción 2005, ein Ehrendoktortitel der Universidad Nacional in Asunción 2007 und das Großkreuz des Nationalen Verdienstordens von Paraguay 2009.